# 半英畝 (阿拉巴馬州)
半英畝（英語：Half Acre）是一個位於美國阿拉巴馬州馬倫戈縣的非建制地區。該地的面積和人口皆未知。

## 地理
半英畝的座標為32°11′42″N 87°54′43″W / 32.19500°N 87.91194°W，而該地的平均海拔高度為35米（即115英尺）。